# Shane MacGowan
Pour les articles homonymes, voir McGowan.
Shane MacGowan, né le 25 décembre 1957 à Pembury dans le Kent (Angleterre) et mort le 30 novembre 2023 à Dublin (Irlande), est un musicien irlandais. Il est le chanteur du groupe The Pogues, célèbre dans les années 1980 et 1990.

## Biographie
Bien qu'il soit Irlandais, Shane MacGowan est né à Pembury dans le Kent en Angleterre. Ses deux parents irlandais ont vécu dans de nombreuses régions du sud-est de l'Angleterre, dont Londres et Brighton. Peu de temps après sa naissance, la mère de MacGowan retourne en Irlande, où il passe six années avec elle dans la maison familiale de Carney, près de Nenagh dans le comté de Tipperary.
En Irlande, il est complètement immergé dans la musique traditionnelle irlandaise. Sa mère, chanteuse et danseuse traditionnelle, travaille comme mannequin à Dublin, et son père est féru de littérature et d'écriture.
Enfant libre et heureux, il passe l'essentiel de ses journées entre la ferme, où il aide, et balades dans la nature, seul ou avec ses amis. Fervent chrétien, il rêve de devenir prêtre.
En parallèle, et ce dès l'âge de quatre ans, il est encouragé par ses proches familiaux à boire régulièrement, essentiellement de la bière, entraînant une addiction.
Il retourne en Angleterre, où il est scolarisé à la Holmewood House Preparatory School of Langton Green, à Tunbridge Wells. Ses résultats sont légèrement supérieurs à la moyenne, mais Shane est victime de sa timidité. En 1971, MacGowan obtient une bourse d'études musicales et intègre la Westminster School, une école privée anglaise à proximité du Parlement, à Londres. Alors qu'il est en deuxième année,  il est pris en possession de drogue, et se fait expulser de son école. En dépit de ses premières années en Irlande, il passe la majorité de sa vie à Londres, d'où il tire son accent très prononcé du nord de Londres.[réf. nécessaire]

### Carrière musicale
En 1976, à l'âge de 19 ans, Shane MacGowan découvre les Sex Pistols sur scène et se rebaptise Shane O'Hooligan. Il ne rate aucun des concerts de la nouvelle scène punk londonienne. MacGowan se fait connaître lors d'un concert des Clash, alors que son lobe d'oreille est mordu par une fille qu'il vient d'embrasser. Contrairement à ce qui a été rapporté, il s'avère que ce n'est pas la guitariste Kate Korus qui est coupable, mais une membre du groupe Mo-dettes, Jane Crockford. Un photographe prend une photo de lui couvert de sang et fait un article, avec le titre « Cannibalism At Clash Gig ».
Son intérêt pour la musique, et notamment la musique punk, l'entraîne à créer le fanzine Bondage et à monter son propre groupe The Nipple Erectors, rebaptisé The Nips, avec lequel il écrit Gabrielle.

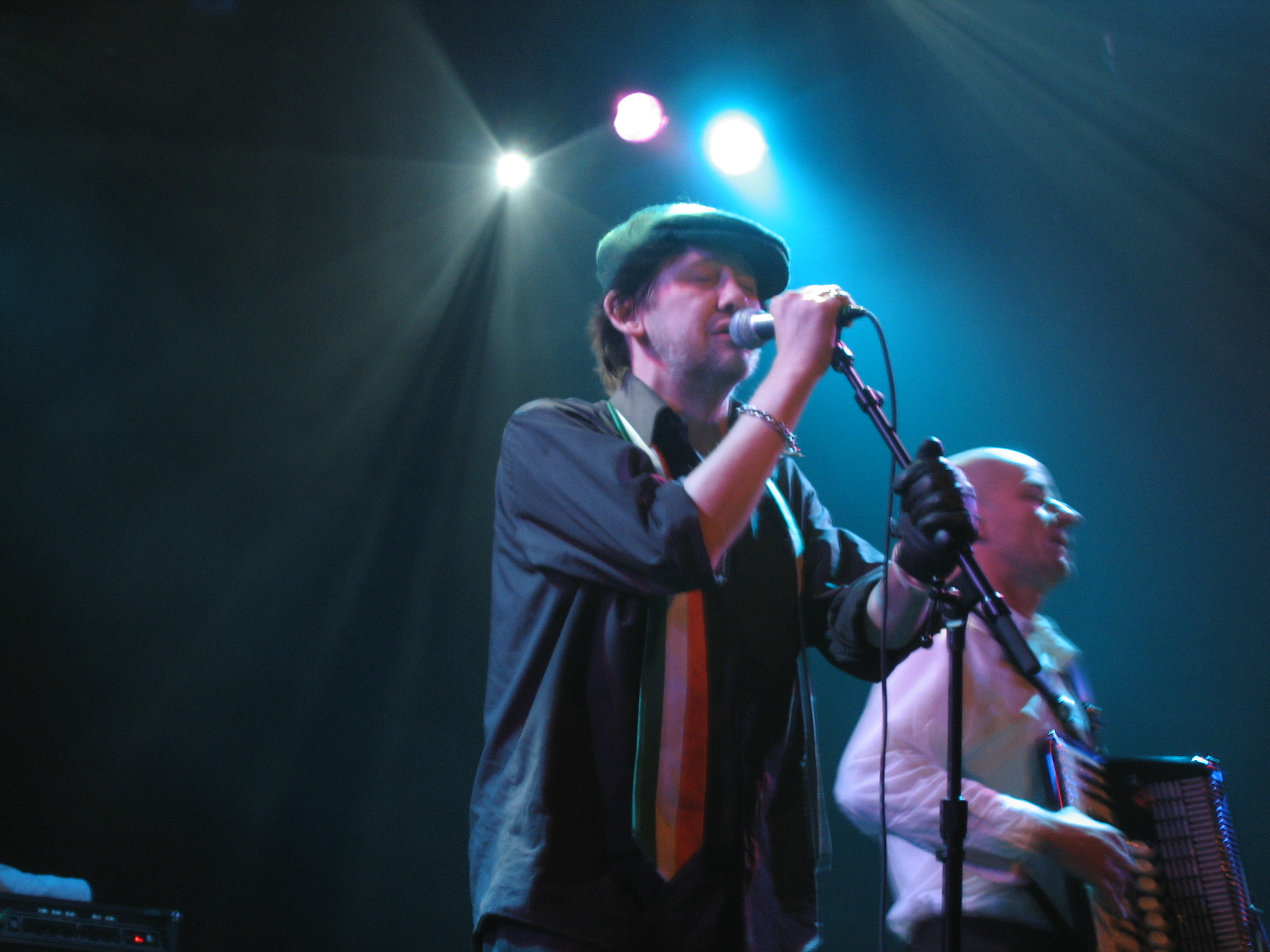
Shane MacGowan en 2006.

En 1982, il participe à la création des Pogues, qui va devenir l'un des groupes majeurs de la scène rock européenne des années 1980. Il écrit de nombreuses chansons pour le groupe. Shane MacGowan souffre d'une sévère dépendance à l'alcool, d'où lui vient sa voix rauque ; il est d'ailleurs célèbre pour ses performances scéniques en état d'ébriété. Au début des années 1990, son ivresse quasi quotidienne et l'abus de drogues (amphétamines et acides) mettent en péril les tournées des Pogues, créent des tensions au sein du groupe et rendent interminables les sessions d'enregistrements. Le journaliste anglais Nick Kent décrit le personnage : « Il fait preuve d'un attachement très romantique à son héritage celtique, mais ses manières, son attitude, sont celles du zonard punk londonien typique. Disons qu'il y a chez lui un délicat mélange d'aristocrate et de crétin, de dandy et de dadais. Il n'a pas son pareil pour faire rimer académique avec bordélique. »
Le groupe se fait aussi la voix politique des jeunes immigrés irlandais, anti-Thatcher et anti-censure. En 1988, en plein Conflit nord-irlandais, leur chanson Streets of Sorrow / Birmingham Six raconte le drame de six Nord-irlandais victimes d'une erreur judiciaire et condamnés à tort en 1975 pour un attentat à la bombe. La chanson est interdite par le gouvernement britannique. Sympathisant de la cause républicaine irlandaise, Shane MacGowan déclare en 2015 avoir « honte de ne pas avoir eu les tripes de rejoindre l’IRA ».
Shane MacGowan quitte les Pogues en 1991, il forme un nouveau groupe, Shane MacGowan and The Popes, avec lequel il enregistre de nouveaux albums et réalise plusieurs tournées, on l'a vu notamment en duo avec la chanteuse Sinéad O'Connor.
Au fil des disques collectifs et compilations, son nom côtoie ceux de Cocteau Twins, Elvis Costello, Dave Stewart, Siouxsie, Madness, Yello, Police… En 1993, Alan Stivell l'invite (comme Kate Bush ou Doudou N'diaye Rose entre autres) sur son album Again qui remporte un vif succès. Il figure dans le même temps sur Stoned Dethroned, album de Jesus and Mary Chain, et en 1996 Nick Cave le convie sur Death Is Not the End avec Kylie Minogue et PJ Harvey notamment.
En 2001, Shane MacGowan rejoint les Pogues pour une tournée à guichets fermés, A Parting Glass with The Pogues. Les Pogues instaurent le rituel des « Tournées de Noël » (Christmas Tours) à partir de 2004, tout cela accompagné de quelques tournées en Europe et aux États-Unis, avec Shane MacGowan comme chanteur officiel.

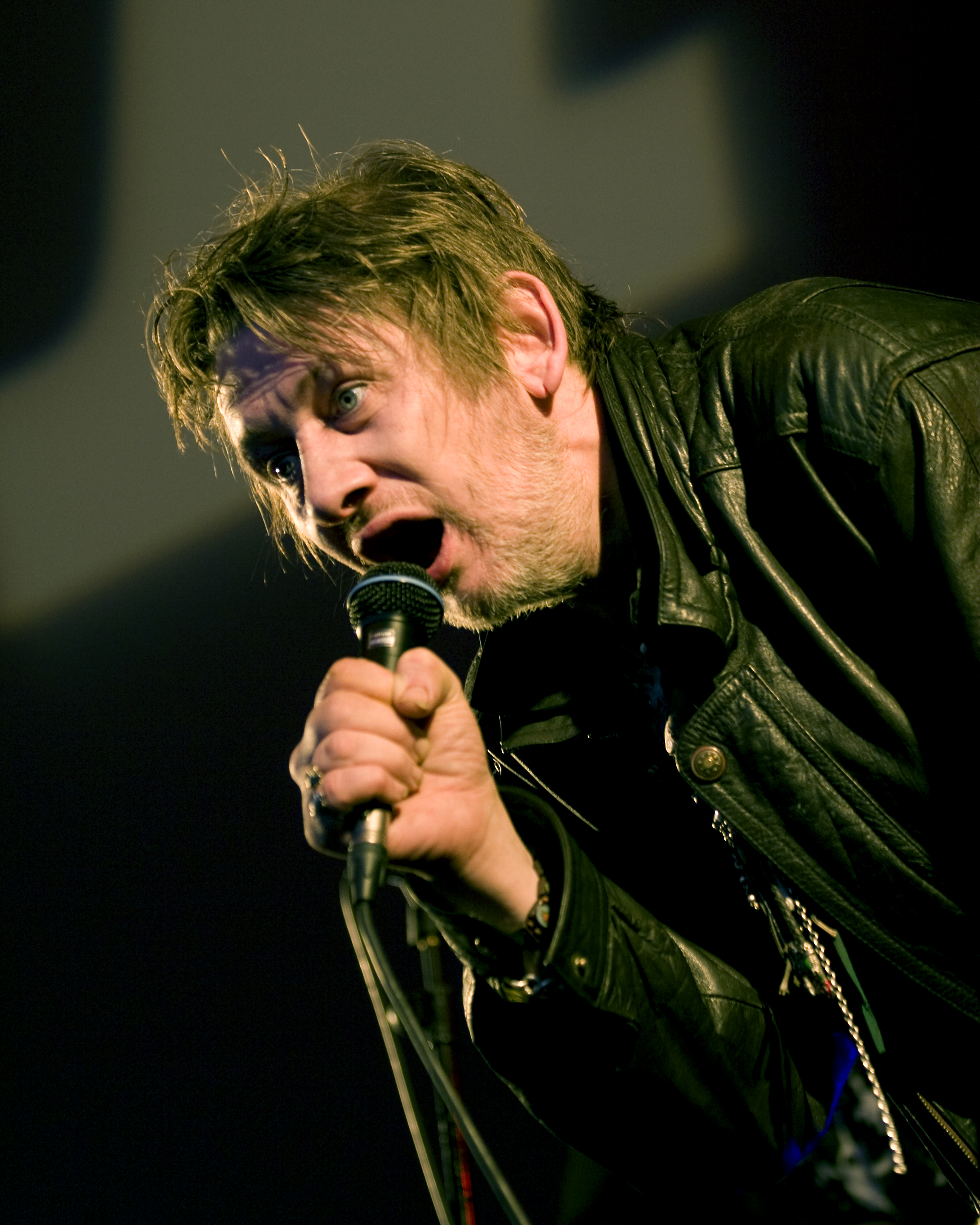
Shane MacGowan en 2008.

En novembre 2010, Shane MacGowan forme un nouveau groupe nommé The Shane Gang avec lequel il enregistre un nouvel album, plus de dix ans après la sortie du dernier. Les sorties du premier album de The Shane Gang et d'un best-of de Shane MacGowan nommé Rakes, Rats, Pricks & Kicks sortent en 2011.
La même année, il chante sur l'album From Gainsbourg to Lulu (album hommage à Serge Gainsbourg fait par son fils Lucien, auquel participent également Scarlett Johansson, Vanessa Paradis et Johnny Depp, Marianne Faithfull, Matthieu Chedid…), une reprise de Sous le soleil exactement à sa façon.
À l'été 2012, les Pogues fêtent leur 30e anniversaire par une tournée européenne de huit dates commençant au Royaume-Uni en août et s'achevant en France par un double concert donné les 11 et 12 septembre à L'Olympia. Enregistré et filmé pour l'occasion, ce double concert est publié le 19 novembre 2012 en double CD, DVD, Blu-Ray et triple vinyle ainsi qu'en édition limitée sous la forme d'un coffret regroupant, outre les double CD et DVD, un livret contenant une présentation exclusive et des photos inédites ainsi qu'un DVD bonus comprenant des interviews et extraits de concerts issus des archives de la télévision française (en particulier de l'émission culte Les Enfants du Rock datant de 1986). Dans le prolongement de leur tournée de célébration de leur 30e anniversaire, les Pogues donnent le 20 décembre 2012, un concert unique au Royaume-Uni, à l'O2 de Londres, Frank Turner and the Sleeping Souls assurant la première partie du groupe.
Le 15 janvier 2018, un concert est organisé à Dublin à l'occasion de son 60e anniversaire, en présence de nombreux invités, notamment Bono, Carl Barât, Nick Cave, Johnny Depp ou Magda Davitt (précédemment connue sous le nom de Sinéad O'Connor).

### Vie privée
La sœur de Shane MacGowan, Siobhan, journaliste et musicienne, est brièvement l'assistante du chanteur et compositeur Van Morrison dans les années 1990. 
En 2015, à la suite d'une chute, il se brise le bassin et se retrouve en chaise roulante.
En 2018, après plusieurs années de vie commune, Shane MacGowan se marie avec la journaliste Victoria Mary Clark.  

### Mort
En décembre 2022, Shane MacGowan est hospitalisé à la suite d'une infection. Sa femme confirme plus tard que son mari souffre d'une encéphalite virale. Il en meurt le 30 novembre 2023 à l'âge de 65 ans,. La procession funèbre se déroule le 8 décembre 2023 à Dublin. Plusieurs personnalités, dont le chanteur Nick Cave et l'acteur Johnny Depp, sont présentes pour lui rendre hommage. Incinéré au cimetière Illaunmanagh, ses cendres sont dispersées dans la Rivière Shannon.

## Discographie

### Albums
Shane MacGowan and The Popes
- 1994 : The Snake (ZTT Records)
- 1997 : The Crock Of Gold (ZTT Records)

Shane MacGowan's Popes
- 2001 : Across The Broad Atlantic / Live on Paddy's Day - New York - Dublin (Eagle Records)

### Best ofet compilations
Shane MacGowan and The Popes
- 2001 : The Rare Oul' Stuff (ZTT Records)

## Filmographie
- 1986 : Straight to Hell : Bruno McMahon
- 1987 : Eat the Rich : Terrorist
- 1991 : The Ghosts of Oxford Street (TV) : Duke of York
- 2004 : Rochester, le dernier des libertins (The Libertine) : 17th Century Bard
- 2011 : Rab C. Nesbitt (série TV) : Shane MacGowan